# 海得拉巴邦
海得拉巴邦（Hyderabad State）是印度已經撤銷的邦之一，前身是海得拉巴土邦，存在於1948年至1956年。1956年，該邦被併入安得拉邦。